# Hans-Dieter Wagner
Hans-Dieter Wagner (* 8. Juni 1956) ist ein ehemaliger deutscher Polizist. Er war von 2014 bis 2016 Polizeipräsident in Reutlingen.

## Beruflicher Werdegang
Hans-Dieter Wagner nahm 1975 den Polizeidienst der Landespolizei von Baden-Württemberg im mittleren Dienst auf. 1980 stieg er in den gehobenen Dienst auf, 1989 in den höheren Dienst. Die Jahre von 1989 bis 1991 verbrachte er im Innenministerium Baden-Württemberg. 1991 wechselte er zur Bereitschaftspolizeidirektion in Göppingen und wurde dort stellvertretender Leiter der Abteilung 2. 1994 kehrte er in das Innenministerium zurück und blieb dort bis 1996. Dann übernahm er die Leitung der Bereitschaftspolizeidirektion Göppingen bis zum Jahre 2004. In diesem Jahr wechselte er zur Landespolizeidirektion Stuttgart, als Leiter der Abteilung Polizeiliche Aufgaben, später als Leiter des Referates 64 (Führung und Einsatz) beim Regierungspräsidium Stuttgart. Im Juli 2006 übernahm er die Leitung der Polizeidirektion Esslingen. Ab 2013 war er Leiter des Projekts „Polizeipräsidium Reutlingen“.
2014 wurde Hans-Dieter Wagner Polizeipräsident in Reutlingen. Mit Ablauf des Monats November 2016 wurde Hans-Dieter Wagner in den Ruhestand verabschiedet. Nachfolger wurde Alexander Pick.